# Бердянский опытный нефтемаслозавод
«AZMOL British Petrochemicals» (укр. українсько-британське спільне підприємство AZMOL Брітіш Петрокемікалс), АЗМОЛ Бритиш Петрокемикалс" — нефтехимическое предприятие в городе Бердянск Запорожской области по производству масел, смазок и различных смазочно-охлаждающих жидкостей.

## История

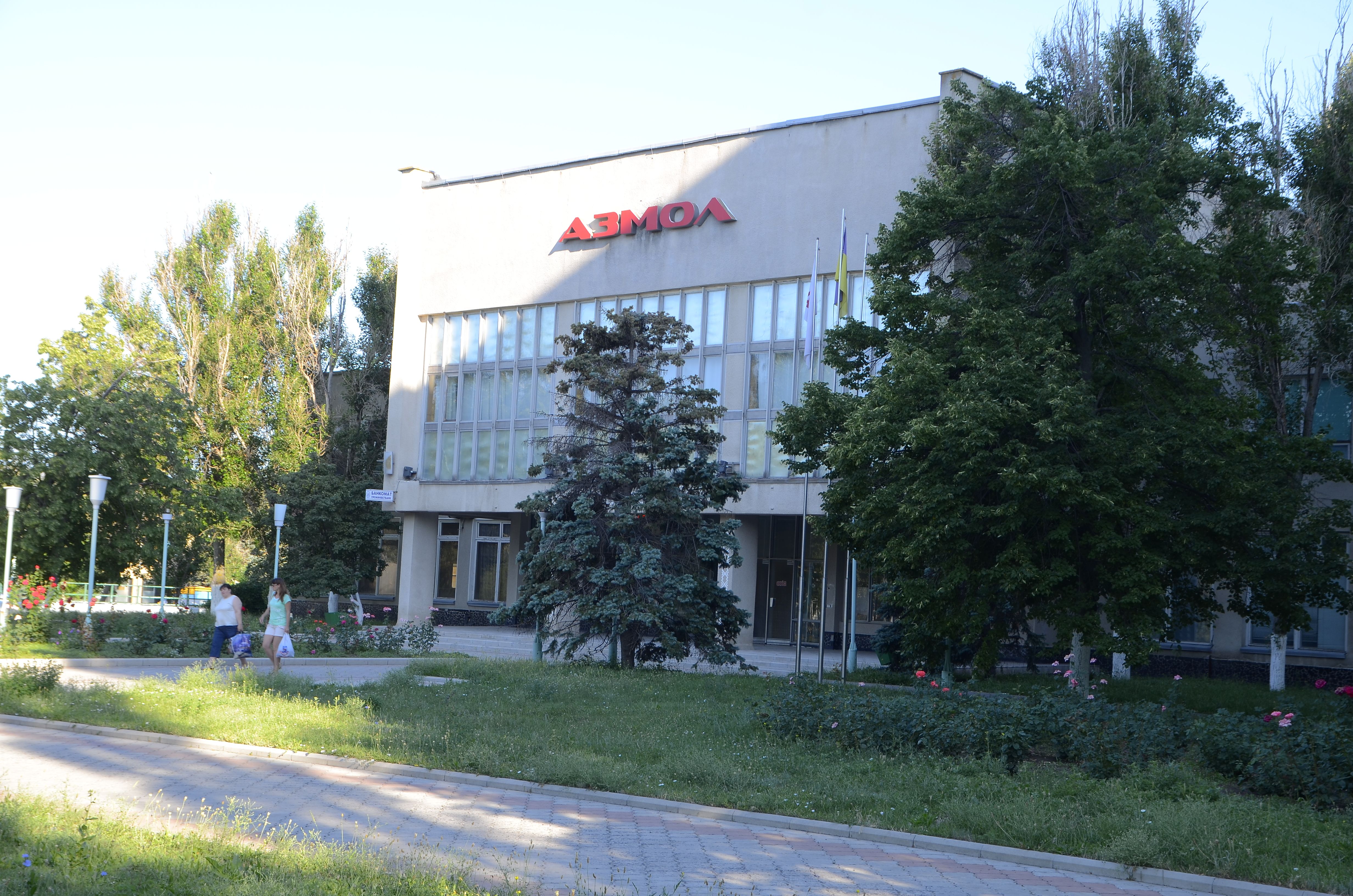
Здание завода

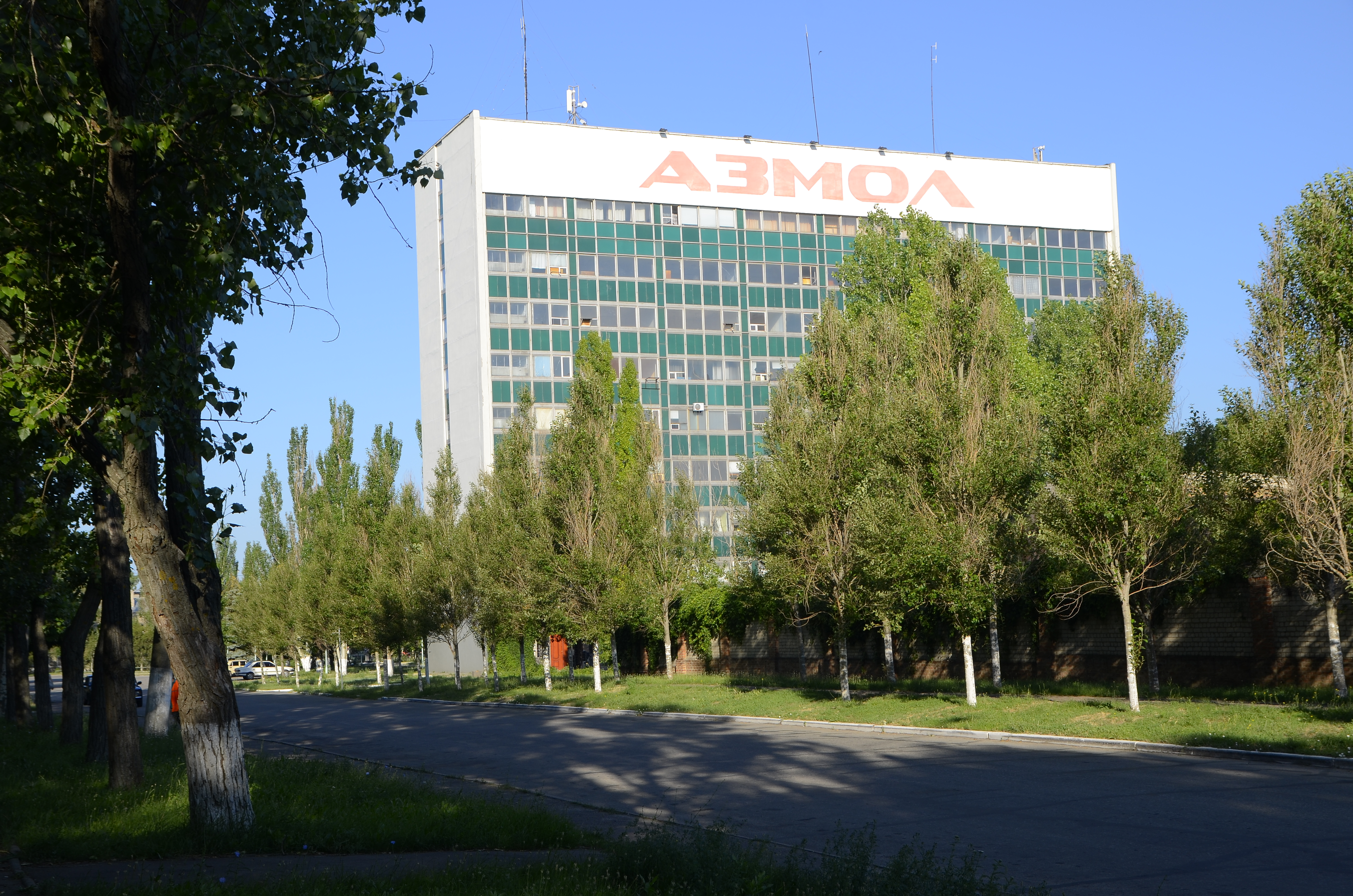
Здание завода

### 1936—1991
Строительство нефтеперерабатывающего завода в Бердянске началось в 1936 году в соответствии с 2-м пятилетним планом развития народного хозяйства СССР, в 1937 году Бердянский крекинг-завод был введён в эксплуатацию и дал первую продукцию — бензин.
После начала Великой Отечественной войны в связи с приближением к городу линии фронта завод был эвакуирован в Краснокамск. После освобождения города в 1943 году и завершения работ по разминированию местности началось восстановление предприятия. В 1945 году завод № 276 наркомата нефтяной промышленности СССР освоил производство пластических смазочных масел и в это же время было принято решение о переориентировании завода на их выпуск.
В дальнейшем, завод был реконструирован на новой технической базе, значительно расширен, увеличил ассортимент выпускаемой продукции и стал одним из ведущих предприятий Бердянска.
При децентрализации системы управления промышленностью в ходе реформы 1957 года 30 октября 1958 года Бердянский опытный нефтемаслозавод был включён в состав Запорожского СНХ (7 января 1971 года — возвращён в министерство нефтяной промышленности СССР).
В 1971 году завод был награждён орденом Красного Знамени.
По состоянию на начало 1978 года, завод производил пластические смазочные масла, смазочно-охладительные жидкости, поверхностно-активные вещества, синтетические жирные кислоты и тару для их упаковки (при этом часть выпускаемой продукции экспортировалась за границы СССР). В 1980е годы численность рабочих составляла 2 тыс. человек.

### После 1991
После провозглашения независимости Украины завод стал крупнейшим производителем смазочных масел на территории Украины.
23 декабря 1994 года завод был преобразован в акционерное общество открытого типа «Азмол».
В марте 1995 года Верховная Рада Украины внесла завод в перечень предприятий общегосударственного значения, которые не подлежали приватизации.
После создания в мае 1998 года НАК «Нафтогаз Украины», завод был передан в ведение компании «Нафтогаз Украины».
С начала 2000х годов несмотря на увеличение объёмов украинского рынка смазочных материалов было отмечено возрастание в нём доли импортных смазочных масел (с 52 % в 2000 году до 58 % в первом полугодии 2002 года), в условиях конкуренции с продукцией иностранных производителей в 2001 году завод был вынужден уменьшить объёмы производства.
В феврале 2004 года Кабинет министров Украины передал 100 % находившихся в государственной собственности акций ОАО «Азмол» в Фонд государственного имущества Украины для дальнейшей приватизации. В феврале 2005 года Верховная Рада Украины остановила подготовку к приватизации, но в декабре 2006 года Фонд государственного имущества Украины утвердил решение о приватизации.
Начавшийся в 2008 году экономический кризис осложнил положение завода, в январе 2009 года с целью сокращения расходов производственные процессы были переведены с использования природного газа на мазут, но в 2009 году производственные мощности предприятия были загружены на 12,1 %, в 2010 году — на 3,2 %. 2010 год завод завершил с убытком 27,122 млн. гривен.
В октябре 2012 завод практически полностью остановил производство и перестал выплачивать заработную плату, в результате к концу марта 2013 года численность работников завода уменьшилась до 544 человек. 28 октября 2013 завод полностью остановил производство, подача газа и электричества на предприятие была остановлена.
18 декабря 2013 года по иску кредиторов началось рассмотрение судебного дела о банкротстве завода, к началу февраля 2014 года численность рабочих сократилась до 350 человек.
В мае 2015 года хозяйственный суд Запорожской области признал предприятие банкротом. На судебное решение была подана апелляция, но 10 февраля 2016 года Верховный суд Украины принял решение о возобновлении процедуры ликвидации завода. 23 июля 2016 года целостный имущественный комплекс завода (включая его здания и сооружения, основные средства, складские запасы, автомобили и объекты интеллектуальной собственности, в том числе именная торговая марка «Azmol») был продан на Украинской универсальной бирже за 101,5 млн гривен (при стартовой цене 156 млн гривен), новым собственником предприятия стала украинская компания ООО «Ультра Ойл».
В 2016 году завод получил инвестиции от британской компании «Global Lubricants» и возобновил производство, в сентябре 2017 года первая партия смазочных масел была отправлена на экспорт.